# Рижская киностудия
Рижская киностудия (латыш. Rīgas kinostudija) — латвийская киностудия художественных, анимационных и документальных фильмов, акционерное общество, созданное в Латвийской ССР в рамках развития кинопроизводства в союзных республиках.

## История
Основана в 1940 году, на базе существовавших ранее частных кинокомпаний. В 1948 году, после объединения двух производств, была создана студия художественных и хроникально-документальных фильмов, получившая в 1958 году название Рижская киностудия.
В 1946—1952 годах в Латвии сняли всего три фильма: «Сыновья», «Возвращение с победой» и «Райнис».
Павильоны студии были разбросаны по всему городу: в здании на улице Лачплеша, позже занятом Театром юного зрителя, в бывшем кинотеатре «Пионер», Камерном зале филармонии и во дворце культуры «Зиемельблазма». Руководство студии находилась на улице Сколас.
В 1954 году Государственным проектным институтом кинематографической и полиграфической промышленности «Гипрокинополиграф» Комитета по кинематографии при Совете Министров СССР был создан проект комплекса зданий Рижской киностудии (архитекторы В. Воронов и А. Окунев). В две очереди, в 1961-м и 1963-м годах, были сданы в эксплуатацию три съёмочных павильона площадью 950, 800, 140 м². Все службы переехали на новое место, на улицу Шмерля, 3.
В советские годы студия обеспечивала полный цикл кинопроизводства, начиная с процесса написания сценария до запуска фильма в прокат. В 1970-80-е годы снималось от 10 до 15 фильмов в год (из них половина — полнометражные игровые картины), что обеспечивало работу примерно 1000 сотрудникам.
Членами художественного совета киностудии в разные годы были значимые латвийские театральные деятели, известные режиссёры и актёры: Алфред Амтманис-Бриедитис, Вия Артмане, Юрий Юровский, Эдуард Смильгис, Эльза Радзиня.
С 1965 года при киностудии работала Народная студия киноактёра, возглавляемая Ливией Акуратере. Студия давала возможность прошедшим творческий конкурс соискателям готовиться к поступлению в профильные учебные заведения. Студия направляла способную молодежь получать кинематографические профессии в вузах Москвы и Ленинграда.
В распоряжении киностудии находились хорошо оборудованные съёмочные павильоны, остающиеся до сегодняшнего дня самыми большими в Северной Европе.
На Рижской киностудии хранится коллекция документов, фотографий, эскизов костюмов, элементов декораций и технических приспособлений, принадлежащая Рижскому киномузею.
С восстановлением государственной независимости Латвии кинопроизводство на студии практически прекратилось. Студия зарабатывает деньги за счёт сдачи в аренду помещений, проката инвентаря, услуг специалистов. Находящимся на территории студии киноцентром выполняются административные функции.
«Я порой репетирую в здании бывшей Рижской киностудии. Её опустевшие коридоры, как погост. Одни фотографии на стенах. А какая жизнь кипела в её стенах. Какие фильмы снимали... Жаль, очень жаль», — признавался композитор Раймонд Паулс.

## Спор об авторских правах
В 2007 году на рассмотрении Кабинета министров находился отклонённый позднее законопроект, согласно которому 125 фильмов Рижской киностудии должны были быть переданы на приватизацию.
С 2008 года киностудия начала самостоятельно распространять свои фильмы за пределами Латвии.
Видземский районный суд Риги 13 июня 2013 года признал имущественные авторские права Министерства культуры Латвии на ряд фильмов, снятых в советское время. Решение распространялось на 973 фильма, снятых на Рижской киностудии с 1 июня 1964 года по 14 мая 1993 года. Суд признал неотъемлемые личные и имущественные права создателей этих фильмов и постановил взыскать с Рижской киностудии 29 517 латов в пользу Министерства культуры.
Однако это решение было оспорено, и 31 января 2017 года Верховный суд Латвии отказал в имущественных авторских правах на 973 фильма Рижской киностудии, снятых в период с 1964 до 4 мая 1990 года, оставив тем самым без изменений решение Рижского окружного суда, ранее отклонившего иск. Суд указал, что спорные авторские права юридических лиц прекратили действие 15 мая 1993 года, когда в Латвийской Республике вступил в силу закон «Об авторском праве и смежных правах», а после этого законодатель не принял нормативных актов, которые обеспечили бы дальнейшее закрепление этих прав за юридическими лицами. Поэтому на них не могут претендовать ни Рижская киностудия, ни государство.

## Руководители студии
- 1948—1964 — П. Янковский
- 1964—1968 — Ф. Королькевич
- 1968—? — Г. Лепешко
- 1987—1990 — Р. Пикс

## Руководители сценарного отдела
- 1962—1967 — А. Григулис
- 1967—1972 — Я. Османис
- 1973—1976 — У. Нориетис
- 1976—1993 — О. Кубланов

## Список фильмов Рижской киностудии
См: Список фильмов Рижской киностудии
Название фильма / Оригинальное название — Режиссёр

### 1940—1949
1940
- Каугурское восстание / Kaugurieši — Волдемар Пуце

1946
- Сыновья / Dēli — Александр Иванов

1947
- Возвращение с победой / Mājup ar uzvaru — Александр Иванов

1949
- Райнис / Rainis — Юлий Райзман

### 1950—1959
1955
- Весенние заморозки / Salna pavasarī — Павел Арманд, Леонид Лейманис
- К новому берегу / Uz jauno krastu — Леонид Луков (совместно с Киностудией имени М. Горького)

1956
- Причины и следствия / Cēloņi un sekas — Варис Круминьш
- За лебединой стаей облаков / Kā gulbji balti padebeši iet — Павел Арманд
- После шторма / Pēc vētras — Эдуард Пенцлин, Фёдор Кнорре

1957
- Наурис / Nauris — Леонид Лейманис
- Рита / Rita — Ада Неретниеце
- Сын рыбака / Zvejnieka dēls — Варис Круминьш

1958
- Чужая в посёлке / Svešiniece ciema — Ада Неретниеце
- Повесть о латышском стрелке / Latviešu strēlnieka stāsts — Павел Арманд

1959
- Голос — Варис Круминьш
- Признание ошибки / Atzītā kļūda — Александр Лейманис
- Илзе / Ilze — Роланд Калныньш
- Меч и роза / Šķēps un roze — Леонид Лейманис
- Эхо / Atbalss — Варис Круминьш

### 1960—1969
1960
- Твоё счастье / Tava laime — Ада Неретниеце
- На пороге бури / Vētra— Варис Круминьш, Роланд Калныньш

1961
- Верба серая цветёт (Спасибо за весну) / Kārkli pelēkie zied — Гунар Пиесис
- Чёртова дюжина / Velna ducis — Павел Арманд
- Белые колокольчики / Baltie zvaniņi— Ивар Краулитис
- Обманутые / Pieviltie— Ада Неретниеце, Марис Рудзитис

1962
- День без вечера / Diena bez vakara — Марис Рудзитис
- Моцарт и Сальери / Mocarts un Saljēri — Владимир Гориккер

1963
- Домик в дюнах / Mājiņa kāpās — Аркадий Кольцатый и Анатолий Маркелов.
- Иоланта / Jolanta — Владимир Гориккер
- Три плюс два / Trīs plus divas — Генрих Оганесян (совместно с Киностудией имени М. Горького)
- Он жив / Viņš dzīvs — Ада Неретниеце
- Под землёй / Pazemē — Роланд Калныньш
- Магистраль (На трассе) / Uz trases Ростислав Горяев
- Ты нужен / Nekur vairs nav jāiet — Гунар Пиесис

1964
- Армия «Трясогузки» / Cielaviņas armija — Александр Лейманис
- Капитан Нуль / Kapteinis Nulle — Леонид Лейманис
- До осени далеко / Līdz rudenim vēl tālu — Алоиз Бренч
- Царская невеста / Cara līgava — Владимир Гориккер

1965
- Двое / Divi — Михаил Богин
- «Тобаго» меняет курс / Tobago maina kursu — Александр Лейманис
- Клятва Гиппократа / Hipokrāta zvērests — Ада Неретниеце
- Заговор послов / Sūtņu sazvērestība — Николай Розанцев

1966
- Ноктюрн / Noktirne — Ростислав Горяев
- Последний жулик / Pēdējais blēdis — Вадим Масс и Ян Эбнер
- Эдгар и Кристина / Purva bridējs — Леонид Лейманис
- В предрассветной дымке / Rīta migla — Имант Кренбергс
- «Циклон» начнётся ночью / «Ciklons» sāksies naktī — Ада Неретниеце
- День без числа / Diena bez datuma — Владимир Кочетов
- Часы капитана Энрико / Kapteiņa Enriko pulkstenis — Янис Стрейч и Эрик Лацис
- Я всё помню, Ричард (Камень и осколки) / Es visu atceros, Ričard! — Роланд Калныньш

1967
- Жаворонки прилетают первыми / Cīruļi atlido pirmie — Марис Рудзитис
- Когда дождь и ветер стучат в окно / Kad lietus un vēji sitas logā — Алоиз Бренч
- Армия «Трясогузки» снова в бою / Cielaviņas armija atkal cīnās — Александр Лейманис
- Дышите глубже (4 белые рубашки) / Elpojiet dziļi! — Роланд Калныньш

1968
- Утро долгого дня / Ilgās dienas rīts — Ада Неретниеце
- 24-25 не возвращается / 24-25 neatgriežas — Алоиз Бренч и Ростислав Горяев
- Времена землемеров / Mērnieku laiki — Волдемар Пуце
- За поворотом — поворот / Ceļazīmes — Ольгерт Дункерс

1969
- У богатой госпожи / Pie bagātās kundzes — Леонид Лейманис
- Мальчишки острова Ливов / Līvsalas zēni — Янис Стрейч и Эрик Лацис
- Тройная проверка / Trīskārtējā pārbaude — Алоиз Бренч
- Лучи в стекле / Stari stiklā — Имант Кренбергс
- Белые дюны / Baltās kāpas — Сергей Тарасов

### 1970—1979
1970
- Слуги дьявола / Vella kalpi — Александр Лейманис
- Стреляй вместо меня / Šauj manā vietā — Янис Стрейч
- Насыпь / Uzbērums — Эрик Лацис
- Клав, сын Мартина / Klāvs, Mārtiņa dēls — Ольгерт Дункерс
- Качели / Šūpoles — Ростислав Горяев
- Рыцарь королевы / Karalienes bruņinieks — Роланд Калныньш
- Республика Вороньей улицы / Vārnu ielas republika — Ада Неретниеце

1971
- Город под липами / Pilsēta zem liepām — Алоиз Бренч
- Тростниковый лес / Meldru mežs — Эрик Лацис
- В тени смерти / Nāves ēnā — Гунар Пиесис
- Наследники военной дороги / Kara ceļa mantinieki — Варис Круминьш
- Танец мотылька / Tauriņdeja — Ольгерт Дункерс
- Поженились старик со старухой / Apprecējās vecītis ar večiņu savu — Гарник Аразян
- Салатик / Salātiņš — Варис Брасла

1972
- Большой янтарь / Lielais dzintars — Алоиз Бренч
- Ель во ржи / Egle rudzu laukā — Имант Кренбергс
- Илга-Иволга / Vālodzīte — Янис Стрейч
- Капитан Джек / Kapteinis Džeks — Ада Неретниеце
- Петерс / Peterss — Сергей Тарасов
- Слуги дьявола на чёртовой мельнице / Vella kalpi vella dzirnavās — Александр Лейманис
- Афера Цеплиса / Ceplis — Роланд Калныньш

1973
- Шах королеве бриллиантов / Šahs briljantu karalienei — Алоиз Бренч
- Прикосновение / Pieskāriens — Ростислав Горяев
- На берегах Балтики / Baltijas krastos — З. Дудиньш
- Олег и Айна / Oļegs un Aina — Александр Лейманис
- Цыплят по осени считают / Cāļus skaita rudenī — Ольгерт Дункер
- Подарок одинокой женщине / Dāvana vientuļai sievietei — Эрик Лацис
- Вей, ветерок! / Pūt, vējiņi! — Гунар Пиесис
- Ключи от города / Pilsētas atslēgas — Имант Кренбергс

1974
- Свет в конце тоннеля / Gaisma tuneļa galā — Алоиз Бренч
- Не бойся, не отдам! / Dunduriņš — Болеслав Руж
- Нападение на тайную полицию / Uzbrukums slepenpolicijai — Ольгерт Дункерс
- Верный друг Санчо / Uzticamais draugs Sančo — Янис Стрейч
- Морские ворота / Jūras vārti — Сергей Тарасов
- Яблоко в реке / Ābols upē — Айвар Фрейманис
- Первое лето / Pirmā vasara — Ада Неретниеце
- Приморский климат / Piejūras klimats — Роланд Калныньш

1975
- Ключи от рая / Paradīzes atslēgas — Алоиз Бренч
- Лето мотоциклистов / Motociklu vasara — Улдис Браунс
- В клешнях чёрного рака / Melnā vēža spīlēs — Александр Лейманис
- Четыре весны / Četri pavasari — Роланд Калнынь
- Наперекор судьбе / Liktenim spītējot — Эрик Лацис
- Мой друг — человек несерьёзный / Mans draugs — nenopietns cilvēks — Янис Стрейч
- Стрелы Робин Гуда / Robina Huda bultas — Сергей Тарасов
- Поговори со мной / Parunā ar mani — Бирута Велдре

1976
- А за окном то дождь, то снег / Un aiz loga, tad lietus, tad sniegs
- Соната над озером / Ezera sonāte — Гунар Цилинский, Варис Брасла
- В тени меча / Zobena ēnā — Имант Кренбергс
- Эта опасная дверь на балкон / Šīs bīstamās balkons durvis — Дзидра Ритенберга
- Семейная мелодрама / Ģimenes melodrāma — Борис Фрумин
- Быть лишним / Liekam būt — Алоиз Бренч
- Мастер / Meistars — Янис Стрейч
- Смерть под парусом / Nāve zem buras — Ада Неретниеце

1977
- Под опрокинутым месяцем / Zem apgāztā mēness — Эрик Лацис
- Мужчина в расцвете лет / Vīrietis labākajos gados — Ольгерт Дункерс
- Будьте моей тёщей! / Kļūstiet mana sievasmāte! — Карлис Марсонс
- Отблеск в воде / Atspulgs ūdenī — Андрис Розенбергс
- Подарки по телефону / Dāvanas pa telefonu — Алоиз Бренч
- И капли росы на рассвете / Un rasas lāses rītausmā — Петерис Крылов
- Паруса / Buras — Имантс Кренбергс
- Мальчуган / Puika — Айварс Фрейманис

1978
- Твой сын / Tavs dēls — Гунар Пиесис
- Потому, что я Айвар Лидак / Tāpēc, ka es esmu Aivars Līdaks — Бирута Велдре
- Мужские игры на свежем воздухе / Vīru spēles brīvā dabā — Роланд Калныньш, Гунар Пиесис
- Весенняя путёвка / Pavasara ceļazīme — Варис Брасла
- Ралли / Rallijs — Алоиз Бренч
- За стеклянной дверью / Aiz stikla durvīm — Ольгерт Дункерс
- Театр / Teātris — Янис Стрейч
- Семейный альбом / Ģimenes albums — Эрик Лацис
- Большая новогодняя ночь / Lielā Jaungada nakts — Ада Неретниеце

1979
- Открытая страна / Atklātā pasaule — Александр Лейманис
- Ночь без птиц / Nakts bez putniem — Гунар Цилинский
- Ранняя ржавчина / Agrā rūsa — Гунар Цилинский
- Три минуты лёта / Trīs minūšu lidojums — Дзидра Ритенберга
- Ждите «Джона Графтона» / Gaidiet «Džonu Graftonu» — Андрис Розенберг
- Незаконченный ужин / Nepabeigtās vakariņas — Янис Стрейч
- Удар / Sitiens — Рихард Пикс
- Виновный / Vainīgais — Арвид Криевс
- Встреча / Satikšanās — Олег Розенбергс
- Всё из-за этой шальной Паулины / Tās dullās Paulīnes dēļ — Вия Бейнерте (Рамане)

### 1980—1989
1980
- Пожелай мне нелётной погоды / Novēli man lidojumam nelabvēlīgu laiku — Варис Брасла
- Вечерний вариант / Vakara variants — Дзидра Ритенберга
- Жаворонки / Cīrulīši — Ольгерт Дункерс
- Лето было только день / Vasara bija tikai vienu dienu — Петерис Крыловс
- Испанский вариант / Spāņu variants — Эрик Лацис
- Три дня на размышление / Trīs dienas pārdomām — Роланд Калныньш

1981
- Не будь этой девчонки… / Ja nebūtu šī skuķa… — Рихард Пикс
- На грани веков / Laikmetu griežos — Гунар Пиесис
- Лимузин цвета белой ночи / Limuzīns jāņu nakts krāsā — Янис Стрейч
- Следствием установлено / Izmeklēšanā noskaidrots — Ада Неретниеце
- Помнить или забыть / Atcerēties vai aizmirst — Янис Стрейч
- Игра / Spēle — Арвид Криевс
- Долгая дорога в дюнах / Ilgais ceļš kāpās — Алоиз Бренч
- Коричневый террорист / Rudais terorists — Луция Лочмеле

1982
- Таран / Tarāns — Гунар Цилинский
- Голова Тереона / Tereona galva — Варис Брасла
- Личная жизнь Деда Мороза / Salavecīša personīgā dzīve — Андрис Розенбергс
- Блюз под дождём / Lietus blūzs — Ольгерт Дункерс
- Моя семья / Mana ģimene — Петерис Крыловс
- Самая длинная соломинка / Pats garākais salmiņš — Дзидра Ритенберга
- Краткое наставление в любви / Īsa pamācība mīlēšanā — Имант Кренберг
- Забытые вещи / Aizmirstās lietas — Вия Бейнерте (Рамане)
- Время учится / laiks mācīties — А. Сукутс

1983
- Чужие страсти / Svešās kaislības — Янис Стрейч
- Каменистый путь / Akmeņainais ceļš — Роланд Калныньш
- Оборотень Том / Vilkatis Toms — Эрик Лацис
- Мираж / Mirāža — Алоиз Бренч
- Погода на август / Laika prognoze augustam — Луция Лочмеле
- Сад с призраком / Dārzs ar spoku — Ольгерт Дункерс
- Три лимона для любимой / Trīs citorni mīlotajai — О. Розенбергс
- Выстрел в лесу / Šāviens mežā — Рихард Пикс

1984
- Нужна солистка / Vajadzīga soliste — Геннадий Земель
- Долг в любви / Parāds mīlestībā — Варис Брасла
- Когда сдают тормоза / Kad bremzes netur — Гунар Цилинский
- Малиновое вино / Aveņu vīns — Арвидс Криевс
- Фронт в отчем доме / Fronte tēva pagalmā — Эрик Лацис
- Последний визит / Pēdējā vizīte — Ада Неретниеце
- Дверь, открытая для тебя / Durvis, kas tev atvērtas — Петерис Крыловс
- Мой друг Сократик / Mans draugs Sokrātiņš — Андрис Розенбергс

1985
- Чужой случай / Svešs gadījums — Дзидра Ритенберга
- Двойной капкан / Dubultslazds — Алоиз Бренч
- Матч состоится в любую погоду / Spēle notiks tik un tā — Роланд Калныньш
- Проделки сорванца / Emīla nedarbi — Варис Брасла
- Свидание на Млечном пути / Tikšanās uz piena ceļa — Янис Стрейч
- Последняя индульгенция / Pēdējā indulgence — Ада Неретниеце
- Мальчик-с-пальчик / Sprīdītis — Гунар Пиесис

1986
- Двойник / Dubultnieks — Рихард Пикс
- В заросшую канаву легко падать / Aizaugušā grāvī viegli krist — Янис Стрейч
- Коронный номер / Kroņa numurs — Имант Кренбергс
- Объезд / Apbraucamais ceļš — Эрик Лацис
- Последний репортаж / Pēdējā reportāža — Дзидра Ритенберга
- Он, она и дети / Viņš, viņa un bērni — Олег Розенбергс и Ольгерт Дункерс
- Свечка, яркая как солнце / Saulessvece — Луция Лочмеле
- Страх / Bailes — Гунар Цилинский

1987
- Человек свиты / Svītas cilvēks — Андрис Розенберг
- Фотография с женщиной и диким кабаном / Fotogrāfija ar sievieti un mežakuili — Арвидс Криевс
- Если мы всё это перенесём / Ja mēs to visu pārcietīsim — Роланд Калныньш
- Стечение обстоятельств / Apstākļu sakritība — Вия Бейнерте (Рамане)
- Этот странный лунный свет / Dīvainā mēnessgaisma — Гунар Цилинский
- Айя / Aija — Варис Брасла
- Легко ли быть молодым? / Vai viegli but jaunam?— Юрис Подниекс

1988
- Виктория / Viktorija — Ольгерт Дункерс
- Всё нормально / Viss kārtībā — Олег Розенбергс
- Поворот сюжета / Sižeta pagrieziens — Петерис Крыловс
- Мель / Sēklis — Эрик Лацис
- Гадание на бараньей лопатке / Zīlēšana uz jēra lāpstiņas — Ада Неретниеце
- О любви говорить не будем / Par mīlestību pašreiz nerunāsim — Варис Брасла
- Чужой / Svešais — Луция Лочмеле
- Дом без выхода / Māja bez izejas — Дзидра Ритенберга

1989
- Песнь, наводящая ужас / Carmen Horrendum — Янис Стрейч
- Латыши? / Latvieši? — Геннадий Земель
- Судьбинушка / Dzīvīte — Айварс Фрейманис
- Семья Зитаров / Zītaru dzimta — Алоиз Бренч
- Дни человека / Cilvēka dienas — J.Paškevičs
- Тапёр / Tapers — Роланд Калныньш

1990
- Райский сад Евы / Ievas paradīzes dārzs — Арвидс Криевс

### 1991―2000
1991
- Сто вёрст по реке / 100 verstis pa upi ― Эрикс Лацис

2000
- Мистерия старой управы / Vecās pagastmājas mistērija — Янис Стрейч

## Список мультфильмов Рижской киностудии
См: Список мультфильмов Рижской киностудии
Название мультфильма / Оригинальное название — Режиссёр

### 1966—1969

#### 1966
- С. О. С. / S. O. S. — Арнолдс Буровс
- Ку-ка-ре-ку / Ki-ke-ri-gū — Арнолдс Буровс

#### 1967
- Тигр Мяу-Мяу / Tiģeris Ņau-Ņau — Арнолдс Буровс
- Пигмалион / Pigmalions — Арнолдс Буровс

#### 1968
- Цветы Ансиса / Puķu Ansis — Арнолдс Буровс
- Чудной Даука / Dullais Dauka — Арнолдс Буровс

#### 1969
- Сказка о медяке / Pasaka par vērdiņu — Арнолдс Буровс
- Бум и Пирамидон / Bums un Piramidons — Арнолдс Буровс

### 1970—1979

#### 1970
- Заячья капуста / Zaķa kāposti — Арвидс Нориньш
- Старичок / Vecītis — Арнолдс Буровс
- Неразбериха / Juceklis — Арнолдс Буровс
- Последний крик моды / Ak mode, mode! — Арнолдс Буровс

#### 1971
- Красные башмачки / Sarkanās kurpītes — Арнолдс Буровс
- Рогатая глина / Ragainais māls — Арнолдс Буровс

#### 1972
- Украденный пудель / Nozagtais pūdelis — Арнолдс Буровс
- Ёжикова одёжка / Eža kažociņš — Арвидс Нориньш

#### 1973
- Хочу! Хочу! Хочу! / Gribuītus — Арвидс Нориньш
- Яблонька / Ābelīte — Арнолдс Буровс

#### 1974
- Как я стал трактористом / Kā es kļuvu traktorists — Арнолдс Буровс
- 13 / 13 — Арнолдс Буровс

#### 1975
- Полусказка / Puspasaka — Арвидс Нориньш
- Подарок из Африки / Āfrikas ola — Арнолдс Буровс

#### 1976
- Умуркумурс / Umurkumurs — Арнолдс Буровс
- Цап идёт по следу / Caps meklē — Арвидс Нориньш

#### 1977
- По-По-Дру / Si-Si-Dra — Арнолдс Буровс
- Козетта / Kozete — Арнолдс Буровс
- Цап снова идёт по следу / Caps meklē atkal — Арвидс Нориньш

#### 1978
- Соколик / Vanadziņš — Арнолдс Буровс
- Что сейчас делать? / Ko tagad darīt? — Я. Бергманис

#### 1979
- Отчего мышонку не спалось? / Kāpēc pelītei nenāca miegs? — Арнолдс Буровс

- Цап сражается / Caps cīnās — Арвидс Нориньш

### 1980—1989

#### 1980
- Даже коню смешно / Pat zirgam jīsmejas — Арнолдс Буровс
- Цап заболел / Caps ģībst — Арвидс Нориньш

#### 1981
- Цап и невидимки / Caps un neredzamais — Арвидс Нориньш
- Бимини / Bimini — Арнолдс Буровс

#### 1982
- Так они и жили... / Tā viņi dzīvoja... — Гунарс Трейбергс
- Спекулянт / Labuma meklētājs — Арнолдс Буровс

#### 1983
- Мечта / Sapnis — Арнолдс Буровс
- Таинственный гость / Kāpostu dārza noslēpums — Арвидс Нориньш

#### 1984
- Последний лист / Pēdējā lapa — Арнолдс Буровс
- Весенняя песня / Pavasara dziesma — Арнолдс Буровс, Петерис Трупс

#### 1985
- Приключения старого дворника / Vecā sētnieka piedzīvojumi — Арнолдс Буровс
- Внук смотрителя и... / Mežsarga mazdēls un... — Янис Циммерманис

#### 1986
- Принцесса и пума / Princese un puma — Арнолдс Буровс
- Папочка / Papiņš — Арнолдс Буровс

#### 1987
- Живой друг / Dzīvais draugs — Янис Циммерманис
- Братишка / Brālītis — Арнолдс Буровс

#### 1988
- Долинный трубач / Tālavas taurētājs — Ансис Берзиньш
- Считалки в картинках / Skatāmpanti — Розе Стиебра
- Буду ждать тебя / Gaidīšu tevi — Арнолдс Буровс
- Дорога / Ceļš — Янис Циммерманис

#### 1989
- Здравствуй, пугало! / Svieks, putnubiedēkli! — Гунарс Трейбергс
- Мой рай / Mana paradīze — Арнолдс Буровс